# L'avenir est avancé
L'avenir est avancé est un album hors série en deux volumes de la série de bande dessinée Valérian et Laureline créée par Pierre Christin (scénariste), Jean-Claude Mézières (dessinateur) et Évelyne Tranlé (coloriste).
Le premier volume est paru initialement sous le titre Souvenirs de futurs le 20 septembre 2013, le deuxième, L'avenir est avancé, volume 2, est publié le 1er février 2019. C'est lors de la parution du second volume que le premier a été re-titré L'avenir est avancé, volume 1.
À noter que l'édition originale de Souvenirs de futurs porte au dos le numéro 22, dans la continuité de la série.

## Présentation
Sous la forme de mini récits, les auteurs reviennent sur plusieurs épisodes des aventures de Valérian et Laureline, dévoilant des détails restés dans l'ombre ou proposant des variantes dans le déroulement des histoires. Ils offrent ainsi au lecteur de nouvelles interprétations et laissent entrevoir de nouveaux futurs,.

## Contenu

### Volume 1
Les mini récits n'ont pas de titre et sont chacun en lien avec un des neuf premiers tomes de la série.
- Premier récit : Laureline se demande ce qu'elle serait devenue si elle n'avait pas rencontré Valérian en l'An Mil. (voir Les Mauvais Rêves)

- Deuxième récit : Valérian repense à un événement qui l'a marqué lors de sa mission à New York en 1986. (voir La Cité des eaux mouvantes)

- Troisième récit : les Shingouz se souviennent de la première fois où ils ont vu Valérian et Laureline en mission sur Syrte-la-Magnifique. (voir L'Empire des mille planètes)

- Quatrième récit : Le Skromm-Maison du peuple Lemm est présenté par son cornac pendant que Valérian et Laureline y séjournent. (voir Le Pays sans étoile)

- Cinquième récit : Logar et Lagor évoquent leur rencontre avec les deux agents spatio-temporels sur Alflolol. (voir Bienvenue sur Alflolol)

- Sixième récit : Pour se débarrasser du Maître, Valérian et Laureline glissent dans sa nourriture un dérivé surpuissant de glingue. (voir Les Oiseaux du Maître)

- Septième récit : Une visite touristique de Point Central par les deux terriens devient très mouvementée. (voir L'Ambassadeur des Ombres)

- Huitième récit : Jadna et l'extraterrestre créateur des terres truquées discutent d'un projet de spectacle historique avec des clones de Valérian et Laureline. (voir Sur les terres truquées)

- Neuvième récit : Pour célébrer les anciens héros de l'équinoxe, une rencontre amicale est organisée sur Simlane entre les quatre derniers concurrents. (voir Les Héros de l'équinoxe)

### Volume 2
Ce volume est composé de cinq mini récits sans titre. Le deuxième récit est centré sur le schniarfeur, un personnage vu pour la première fois dans l'album Les Armes vivantes. Le troisième revisite les événements décrits dans Otages de l'Ultralum. Les quatrième et cinquième se déroulent après L'OuvreTemps. Quant au premier, malgré sa position dans le volume, il semble bien être la suite du cinquième récit avec l'histoire du complot sur Point Central qui pourrait dégénérer en guerre cosmique.
- Premier récit : Valérian et Laureline doivent déjouer un complot ourdi par les dirigeants de la planète Rubanis et leurs alliés ultra riches de Paradizac sur Point Central afin d'éviter une guerre cosmique.

- Deuxième récit : Le schniarfeur évoque des épisodes de sa vie mouvementée.

- Troisième récit : Nommée docteure honoris causa de la polyuniveristé de Shimballil, Laureline raconte comment elle et Valérian s'y sont pris pour faire abdiquer le calife d'Iksaladam

- Quatrième récit : Monsieur Albert qui a la garde de Valérian et Laureline redevenus enfants les envoie en Écosse passer des vacances chez Lady Charlotte et Lord Basil. Mais les vacances sont rendues mouvementées à cause de la colère du Père de la "Trinité", à des années-lumière de là, sur Hypsis.

- Cinquième récit : Un complot manigancé par les ultra riches sur Point Central menace d'éclater en guerre cosmique. On pense en haut lieu que seuls Valérian et Laureline sont capables de remédier à cela. Mais, enfants au XXIe siècle, ils doivent faire un grand saut spatio-temporel dans le futur. Ils retrouveront ainsi leur forme adulte et pourront mener leur mission à bien.

## Films documentaires
Un film documentaire intitulé L'Histoire de la page 52, réalisé en 2013 par Avril Tembouret, avec Jean-Claude Mézières et Pierre Christin, retrace l'intégralité du processus de création de la planche 52 de l'album Souvenirs de futurs.
Il est complété par le court métrage Les Couleurs de la page 52, du même réalisateur et sorti en 2016, consacré au travail de la coloriste Évelyne Tranlé sur cette même page.